# Octave Maus

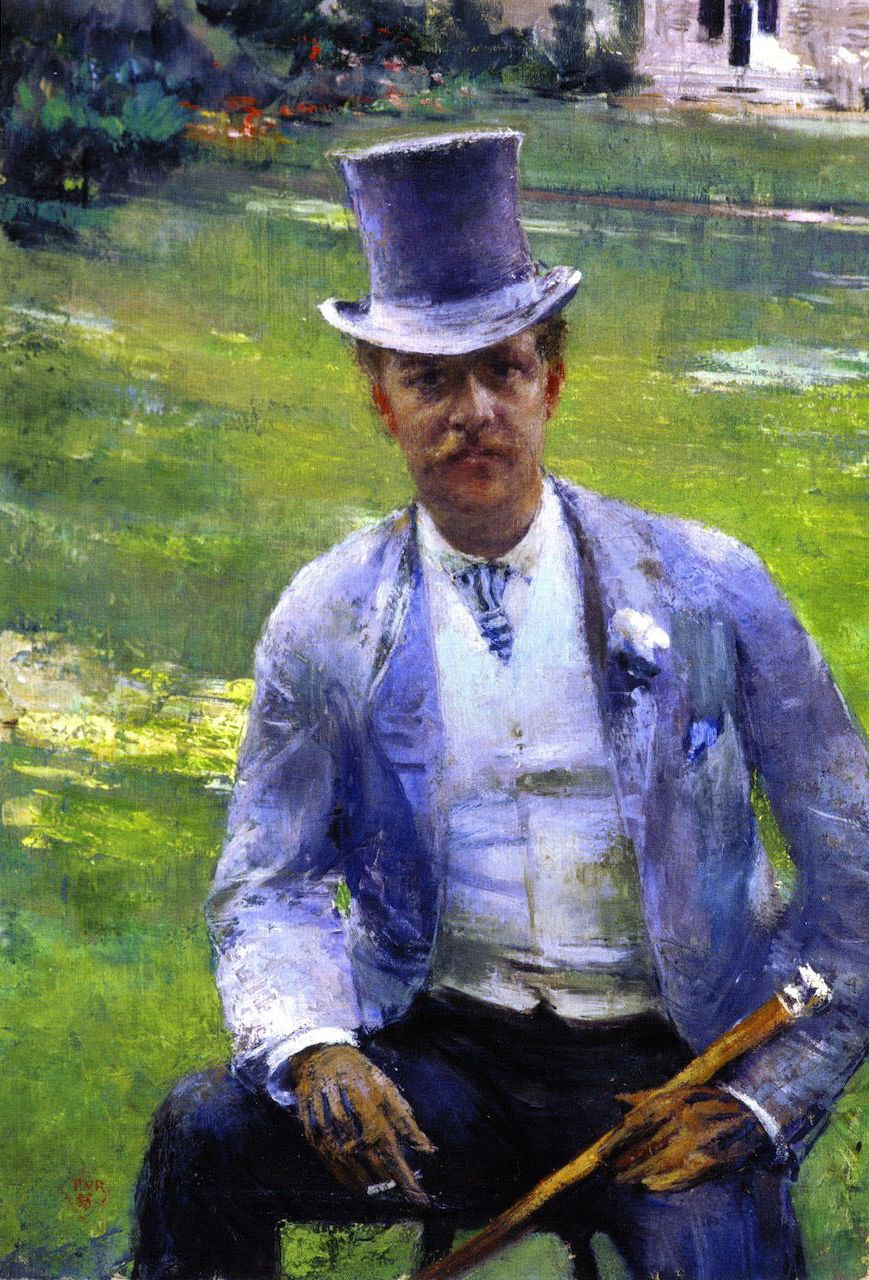
Octave Maus, in 1895 geschilderd door Théo van Rysselberghe

Octave Maus (Brussel, 12 juli 1856 - aldaar, 26 november 1919) was een Belgisch advocaat en schrijver. Hij schreef vooral over kunst. In 1881 startte hij een eigen tijdschrift, L'Art Moderne. Omstreeks die tijd ontstond de modernistische beweging in de schilderkunst, die zich manifesteerde tegenover de "pompierskunst" van het nationaal erkende academisme, in België althans.
In 1883 richtte Maus met verschillende kunstenaars Les XX op, in de Taverne Guillaume, op de Brusselse Museumplaats. Het werd wellicht de meest opmerkelijke kunstenaarsgroepering uit de Belgische kunstgeschiedenis. Maus was er niet alleen oprichter van, hij was ook de secretaris, de mecenas, de expositie-organisator en de bezieler.
De vereniging doorstond tien jaar vaak woelige discussies, zodat Maus ten slotte een einde maakte aan "het twisten onder lichtgeraakte individualisten". Op 29 oktober 1893 liet hij "Les XX" opvolgen door een nieuwe kunstkring "La Libre Esthétique". Deze vereniging zou het uithouden tot 1914, dankzij een strikter statutair beheer.
Madeleine, de weduwe van Octave Maus, publiceerde in 1926 zijn Trente années de lutte pour l'art 1884-1914, een belangrijke bron van informatie over de Belgische Nieuwe Kunst.
Octave Maus werd verschillende malen op doek vereeuwigd door Théo van Rysselberghe (KMSK, Brussel).